# Віллаверла
Віллаверла (італ. Villaverla, вен. Viłaverla) — муніципалітет в Італії, у регіоні Венето, провінція Віченца.
Віллаверла розташована на відстані близько 430 км на північ від Рима, 70 км на захід від Венеції, 12 км на північ від Віченци.
Населення — 6161 особа (2014).
Щорічний фестиваль відбувається 8 серпня. Покровитель — San Domenico.

## Демографія
Населення за роками:

Станом на 1 січня 2023 року в муніципалітеті офіційно проживали 422 іноземці з 37 країн, серед них 79 громадян країн Євросоюзу та 9 громадян України.

## Сусідні муніципалітети
- Кальдоньо
- Дуевілле
- Ізола-Вічентіна
- Мало
- Монтеккьо-Прекальчино
- Сарчедо
- Тієне